# Opole
Opole (tyska: Oppeln, tjeckiska: Opolí) är en stad i Schlesien i södra Polen, belägen vid floden Oder. Opole är huvudort i Opole vojvodskap och har två universitet, Opoles universitet och Opoles tekniska universitet. Staden är även biskopssäte för Opoles stift inom den Romersk-katolska kyrkan.

## Befolkning
Opole med omnejd har som en av få regioner i Polen kvar en betydande tyskspråkig minoritet efter andra världskriget och staden är därför ett kulturellt centrum för landets tyskspråkiga, med sätet för flera polsk-tyska kulturella institutioner och ett tyskt konsulat. Den tyskspråkiga andelen av stadskommunens befolkning uppgår till omkring 2,5 procent, främst bosatta i stadens mer lantliga förorter, men i hela Opole vojvodskap uppgår den tyskspråkiga minoriteten till omkring 10 procent.

## Historia
Opole var tidigare huvudstad i det riksomedelbara furstendömet Oppeln (7 550 km2) och 1163-1532 residens för hertigarna av Oppeln-Ratibor
(av piasternas stam), som till 1327 var oberoende, därefter länsfurstar under Böhmens krona. Efter 1532 erhöll markgreve Georg av Brandenburg-Ansbach båda områdena, men kejsar Ferdinand I berövade honom dem 1556 och förenade dem med Böhmen; Fredrik den store
återerövrade dem 1742.
Under Preussen tillhörde staden provinsen Schlesien och var huvudstad i regeringsområdet Oppeln. Regeringsområdet, omfattande södra eller övre Schlesien (hertigdömet Ratibor, furstendömena Oppeln och Neisse samt herrskapet Pless) och hade har en areal på 13 230 km2 med 2 207 981invånare (1910), 90,5 procent katoliker. Det var delat i 26 kretsar.
Den var belägen vid flera järnvägslinjer (till Breslau, Beuthen, Racibórz) och hade 1910 33 907 invånare, varav omkring fyra femtedelar katoliker. Många av stadens mindre privilegierade invånare talade polska, överklassen tyska och medelklassen båda språken. Staden hade två katolska kyrkor och en evangelisk, synagoga, katolskt gymnasium, som uppstått av det forna jesuitkollegiet, skollärarseminarium och lantmannaskola. Industrin omfattade huvudsakligen tillverkning av cigarrer, cement, kalk, öl, brännvin och mjöl. Sedan 1996 har transportföretaget Bedmet sitt säte i Opole.
Efter Tysklands nederlag i andra världskriget 1945 hamnade orten på den östra sidan av Oder-Neisse-linjen och tillföll Polen.

## Kända Opolebor
- Theodor Kaluza (1885-1954), tysk fysiker och matematiker, utvecklare av Kaluza-Klein-teorin tillsammans med Oskar Klein.
- Bernhard Kempa (född 1920), tysk handbollsspelare.
- Miroslav Klose (född 1978), polsk-tysk fotbollsspelare.
- Friedrich Wilhelm Kuhnert (1865-1926), konstnär och författare.